# Birchwood (Wisconsin)
Birchwood és una població dels Estats Units a l'estat de Wisconsin. Segons el cens del 2000 tenia 518 habitants.

## Demografia
Segons el cens del 2000, Birchwood tenia 518 habitants, 227 habitatges, i 142 famílies. La densitat de població era de 177 habitants per km².
Dels 227 habitatges en un 26,9% hi vivien nens de menys de 18 anys, en un 46,7% hi vivien parelles casades, en un 11,9% dones solteres, i en un 37,4% no eren unitats familiars. En el 33,9% dels habitatges hi vivien persones soles el 17,6% de les quals corresponia a persones de 65 anys o més que vivien soles. El nombre mitjà de persones vivint en cada habitatge era de 2,28 i el nombre mitjà de persones que vivien en cada família era de 2,9.
Per edats la població es repartia de la següent manera: un 25,1% tenia menys de 18 anys, un 5,8% entre 18 i 24, un 25,3% entre 25 i 44, un 21,6% de 45 a 60 i un 22,2% 65 anys o més.
L'edat mediana era de 41 anys. Per cada 100 dones de 18 o més anys hi havia 90,2 homes.
La renda mediana per habitatge era de 23.636 $ i la renda mediana per família de 35.795 $. Els homes tenien una renda mediana de 22.000 $ mentre que les dones 19.091 $. La renda per capita de la població era de 14.237 $. Aproximadament el 4,5% de les famílies i l'11,9% de la població estaven per davall del llindar de pobresa.

## Poblacions més properes
El següent diagrama mostra les poblacions més properes.